# Lepidopus caudatus
Espèce
Synonymes
- Lepidopus argenteus Bonnaterre, 1788[1]
- Lepidopus gouanianus Lacepède, 1800[1]
- Lepidopus lex Phillipps, 1932[1]
- Lepidopus peronii Risso, 1810[1]
- Lepidopus xantusi Goode & Bean, 1896[1]
- Scarcina argyrea Rafinesque, 1810[1]
- Trichiurus caudatus Euphrasen, 1788[1]
- Trichiurus ensiformis Vandelli, 1797[1]
- Trichiurus gladius Holten, 1802[1]
- Vandellius lusitanicus Shaw, 1803[1]
- Ziphotheca tetradens Montagu, 1811[1]

Lepidopus caudatus, communément appelé Sabre ou Sabre argenté, est une espèce de poissons marins de la famille des Trichiuridae.

## Systématique
L'espèce Lepidopus caudatus a été décrite pour la première fois en 1788 par le naturaliste suédois Bengt Euphrasén (1756-1796) sous le protonyme Trichiurus caudatus.

## Répartition
Lepidopus caudatus se rencontre :
- dans l'Est de l'océan Atlantique et dans l'ouest de la Méditerranée (de la France jusqu'au Sénégal ; et de la Namibie jusqu'à l'Afrique du Sud) ;
- dans le Sud de l'océan Indien ;
- dans le Sud de l'océan Pacifique (Australie et Nouvelle-Zélande ;
- dans le Sud-Est du Pacifique (Pérou).

Ce poisson est généralement présent aux profondeurs comprises entre 100 et 300 m avec des valeurs maximales comprises entre 42 et 620 m.

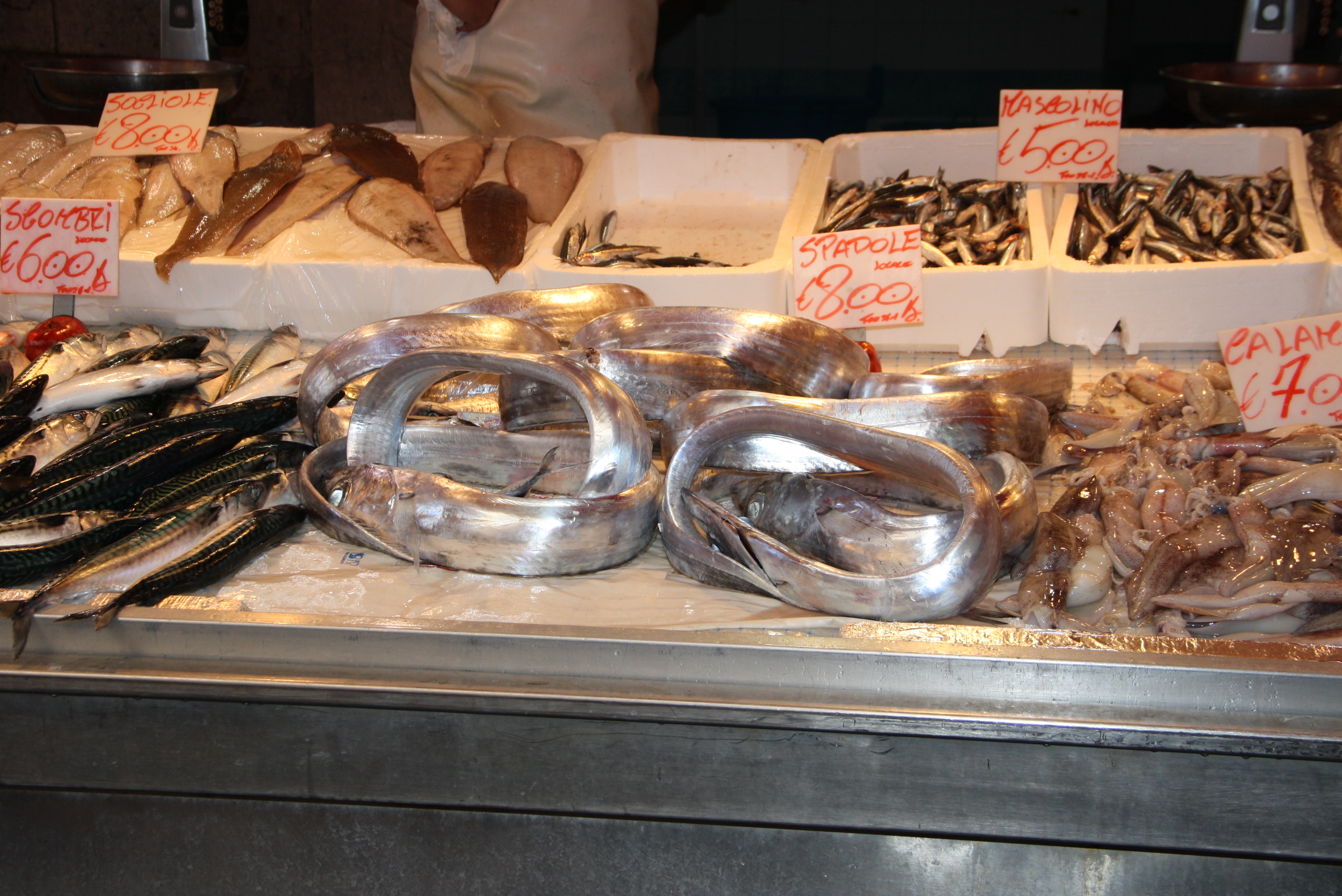
Des sabres argentés sur un étal.

## Description
Lepidopus caudatus peut mesurer jusqu'à 210 cm de longueur totale avec une taille moyenne d'environ 117 cm. Son poids maximal publié est de 8 kg et son espérance de vie constatée est de 8 ans. 

## Étymologie
Son épithète spécifique, du latin caudatus, « queue », fait référence à sa nageoire caudale.